# قاسم بی‌لی (گران‌بوی)
قاسم بی‌لی (به ترکی آذربایجانی: Qasımbəyli) یک منطقه مسکونی در جمهوری آذربایجان است که در شهرستان گران‌بوی واقع شده‌است. قاسم بی‌لی ۳۸۷ نفر جمعیت دارد.